# 艾馬布勒·佩利西耶

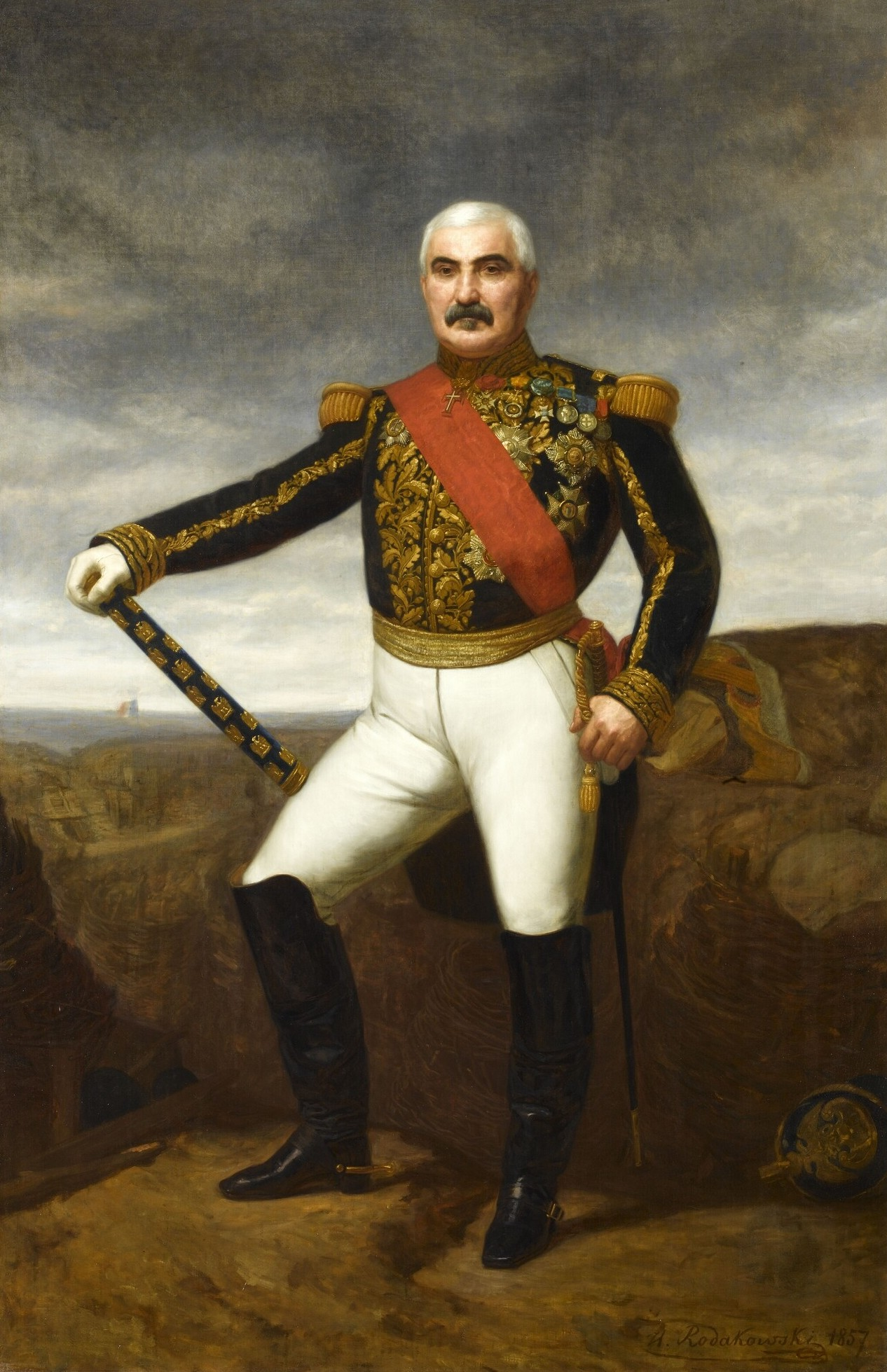
艾马布勒·让·雅克·佩利西耶

艾马布勒·让·雅克·佩利西耶，第一代马拉科夫公爵（法語：Aimable Jean Jacques Pélissier, 1st Duc de Malakoff，1794年11月6日—1864年5月22日）是法国元帅。

## 生平
他出生在滨海塞纳省马罗姆一个富有的工匠家庭，父亲是powder-magazine杂志的工人。初在拉弗莱什军事学院和法国圣西尔军校就学，1815年任炮兵团少尉。
1823年参加西班牙战役，担任副官，镇压反对斐迪南七世的革命，1828－1829年参加远征莫雷亚（Morea）。
1839年在阿尔及利亚参与反对爱国的马斯卡拉埃米尔阿卜杜·卡迪尔的战役，表现突出，返回后被封为少校中队长（chef d'escadron）。1845-1851年任阿尔及利亚沿海省份奥兰的中校参谋长，期间提升为准将旅长（général de brigade，brigadier)，1850年晋升为少将（général de division）。1852年任阿尔及利亚临时总督。
1854年10月和11月，塞瓦斯托波尔战役前，佩利西耶被派往克里米亚。1855年5月16日他接替弗朗索瓦-塞尔坦·康罗贝尔元帅为法军总司令，8月16日在特拉克特岭打退俄国的进攻，9月8日在馬拉科夫戰役獲得決定性的勝利，使得塞瓦斯托波爾圍城戰的結束，和对俄罗斯战争的胜利，4天后的12日被提升为法国元帅，回到巴黎被任命为参议员，并获得了每年100000法郎拨款，1858年封马拉科夫公爵。后任法国驻伦敦大使（1858.3-1859.4）。后被召回指挥在莱茵地区的军队，获颁大财政荣誉军团勋章。1860年任驻阿尔及利亚总督，直至去世。死后他的公爵爵位取消。